# Izz al-Din Usama
ʿIzz al-Dīn Usāma (in arabo ﻋﺰ ﺍﻟﺪﻳﻦ ﺍﺳﺎﻣـة‎?; ... – XII secolo) è stato un architetto e politico arabo.
Era uno dei nipoti di Salah al-Din al-Ayyubi e fra le sue opere d'architettura è meritevole di menzione il castello-fortezza di Ajlun, costruito in quella cittadina - ricevuta come feudo dall'altro suo zio, l'ayyubide al-Malik al-ʿĀdil b. Ayyūb, noto alle cronache cristiane come Safedino (Sayf al-Dīn) - tra il 1184  e il 1185.